# Creoda da Saxônia Ocidental
Creoda, Crioda ou Crida (Cryda) foi um possível rei da Saxônia Ocidental (Wessex), filho de Cerdico de acordo com a introdução da Crônica Anglo-Saxônica. Teria vivido no século VI. Diz-se que foi pai do sucessor Cínrico e Piba. Às vezes Cínrico é entendido como filho de Cerdico.